# Bradburia pilosa
Bradburia pilosa là một loài thực vật có hoa trong họ Cúc. Loài này được (Nutt.) Semple mô tả khoa học đầu tiên năm 1996.